# Neolophonotus macromystax
Neolophonotus macromystax là một loài ruồi trong họ Asilidae. Neolophonotus macromystax được Londt miêu tả năm 1986. Loài này phân bố ở vùng nhiệt đới châu Phi.